# كيفن مكمان (منافس ألعاب قوى)
كيفن مكمان (بالإنجليزية: Kevin McMahon)‏ هو منافس ألعاب قوى أمريكي، ولد في 26 مايو 1972.

## وصلات خارجية
- كيفن مكمان على موقع الاتحاد الدولي لألعاب القوى (الإنجليزية)
- كيفن مكمان على موقع أوليمبيديا (الإنجليزية)